# ディズレーリ (戯曲)
『ディズレーリ』 (Disraeli) は、1911年に初演された、イギリスの作家ルイス・N・パーカー (Louis N. Parker) の伝記劇。執筆を委嘱したのは俳優ジョージ・アーリスで、アーリスはヴィクトリア朝イギリスの政治家ベンジャミン・ディズレーリを演じれば、舞台俳優として実績を積む格好の機会になるものと考えたのであった。作品は1910年のうちに、ロンドンで執筆された。パーカーは、執筆の途中で一時は執筆の途中で行き詰まりを経験したが、その際にはアーリスが多少の手助けをした。パーカーは、脇筋 (subplot) として、エドワード・ブルワー＝リットンの1839年の戯曲『リシュリュー (Richelieu)』を踏まえた内容を盛り込んだが、この点は後に議論を呼ぶこととなった。ストーリーを劇的に盛り上げるため、パーカーは架空の人物を多数登場させた。史実において、スエズ運河買収の際にライオネル・ド・ロスチャイルドが果たした役割は、架空の銀行家マイヤーズ (Meyers) に置き換えられている。この作品は、1911年9月18日にニューヨークのウォラック劇場 (Wallack's Theatre) で初演された。
この劇は、アーリスの人気を高める成功をもたらし、支持者を広げた。ディズレーリ役は、アーリスの当たり役となり、大衆文化の中で、アーリスはこの役と同一視されるようになった。

## あらすじ
1875年、イギリスの首相ベンジャミン・ディズレーリは、スエズ運河の支配権を得て、インドへのルートを確保しようと企てた。ディズレーリは、ロンドンの金融業者マイヤーズ (Meyers) から、運河買収の資金借入を取り付けたが、この買収計画を阻止しようとイギリス国内で動いているロシア帝国のスパイ組織を出し抜かなければならなかった。ディズレーリはまた、ウィリアム・グラッドストンに率いられた庶民院における厳しい反対論にも対峙しなければならなかった。シズレーリもマイヤーズも、ユダヤ人の出自をもつ者として同時代の人々から向けられた偏見とも闘わなければならなかった。

## 映画化
この作品は、後に3回、映画化された。最初はイギリスで制作された1916年の映画『ディズレーリ (Disraeli)』で、舞台俳優のデニス・イーディーが主演した。アーリスは、この作品の映画化に関する権利を3,000ドルで買い取り、1921年にサイレント映画で自らが主演する『ディズレーリ (Disraeli)』を制作した。
1929年、音声付き映画の登場を受けて、アーリスは（ヴァイタフォンによる）音声付きのリメイク版『ディズレーリ (Disraeli)』をワーナー・ブラザースで制作した。この作品は、批評面でも、興行面でも成功を収め、アーリスはこの作品における演技に対してアカデミー主演男優賞を受賞した。